# Arco circunhorizontal

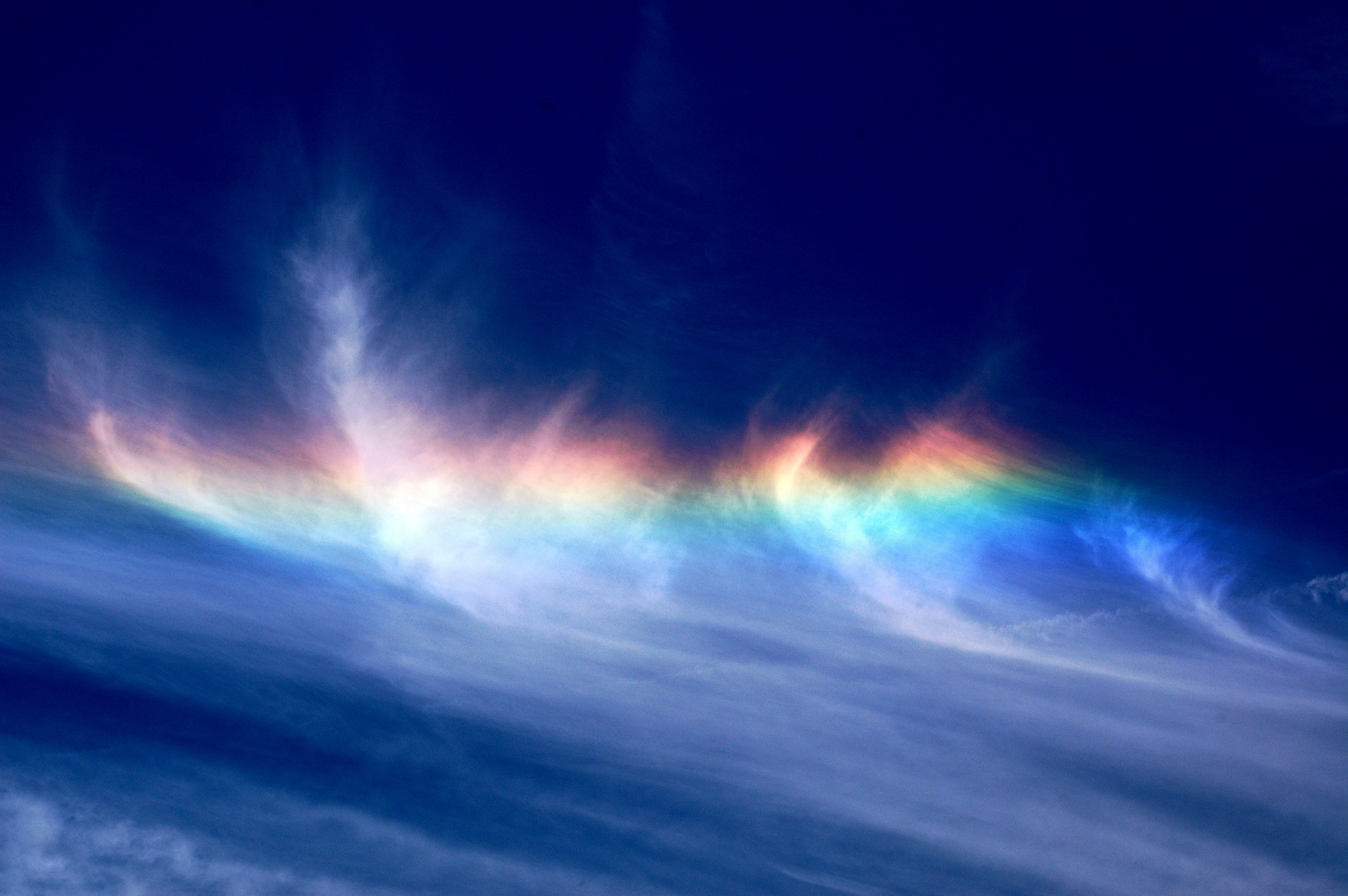
Arcoíris de fuego.

Un arco circunhorizontal (esto es, horizontal a la superficie terrestre) o arco iris de fuego  o  bandera flamenca es un fenómeno óptico atmosférico en forma de halo similar a un arcoíris, pero se diferencia en que es más corto, de mayor espesor y no es causado por la refracción de luz en gotas de agua, sino a través de cristales de hielo en nubes cirrus.
Ocurre solo cuando el sol está alto en el cielo, por lo menos 58° sobre el horizonte, y solo puede ocurrir en presencia de nubes cirrus. Por esto no puede ser observado en latitudes superiores a 55°, excepto ocasionalmente desde montañas.
El fenómeno es bastante raro porque los cristales de hielo deben estar alineados horizontalmente para refractar el alto Sol. El arco es formado a medida que los rayos de luz entran en los cristales hexagonales planos orientados horizontalmente a través de una cara de lado vertical, y salen por la cara inferior. Es la inclinación de 90° la que produce los colores, y si la alineación de los cristales es correcta, hace que la nube cirrus completa brille como una llama arcoíris.
Un arco circunhorizontal puede ser confundido con un arco infralateral cuando el Sol está alto en el cielo; el primero está siempre orientado horizontalmente mientras que el segundo está orientado como una sección de un arcoíris, por ejemplo como un arco estirándose por arriba del horizonte.
Un ejemplar particularmente bueno (muy parecido al de la foto del inicio) fue fotografiado sobre el noroeste de Idaho el 3 de junio del 2006, y fue publicado en el New Scientist y el Daily Mail (este último bajo el subtítulo de "arcoíris en llamas"). Como el evento fue regularmente mostrado en National Geographic News, las noticias se difundieron rápidamente por Internet.

## Galería

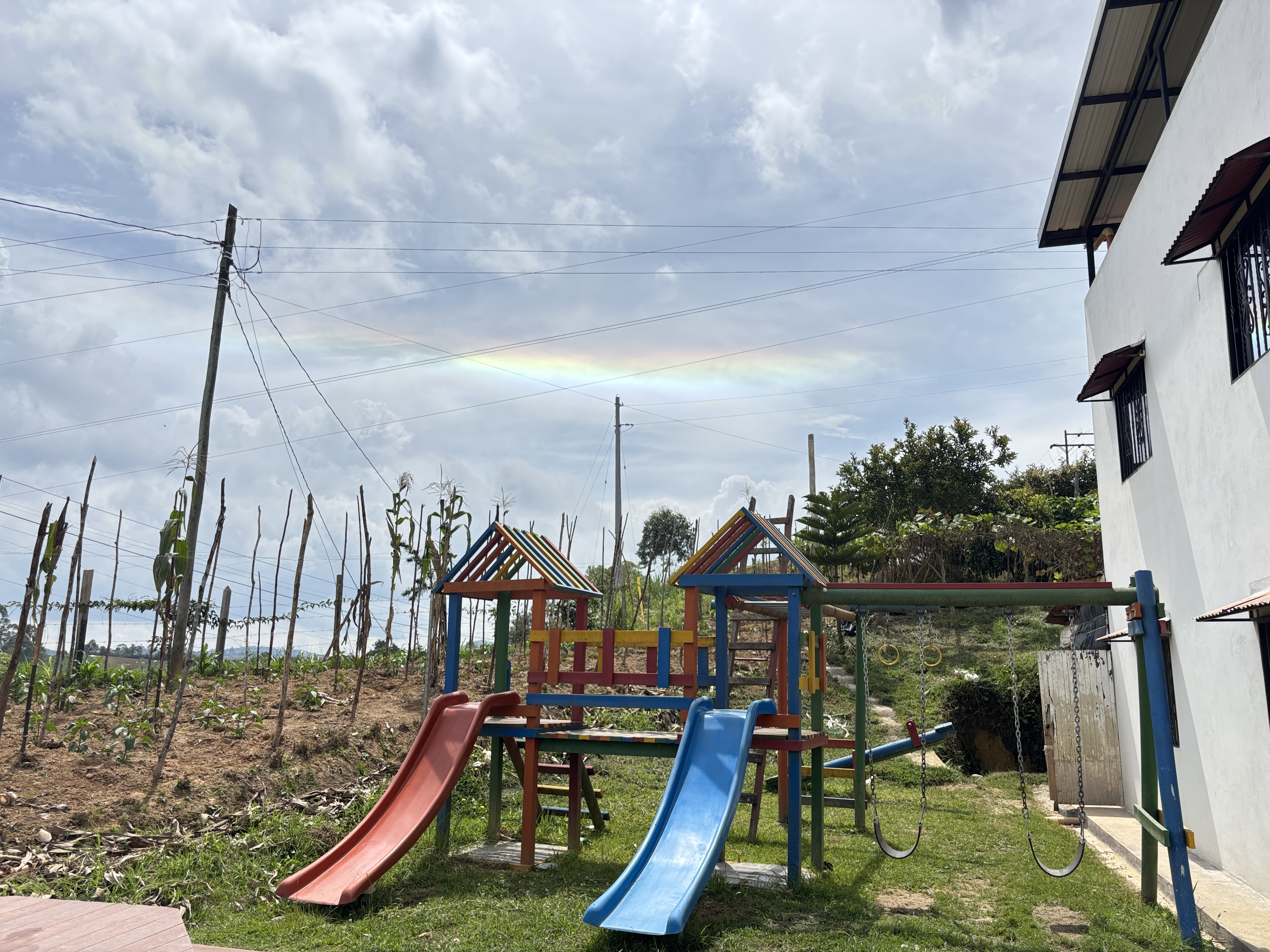
Arco circunhorizontal fotografiado en Marinilla (Antioquia), Colombia 25 Marzo 2025
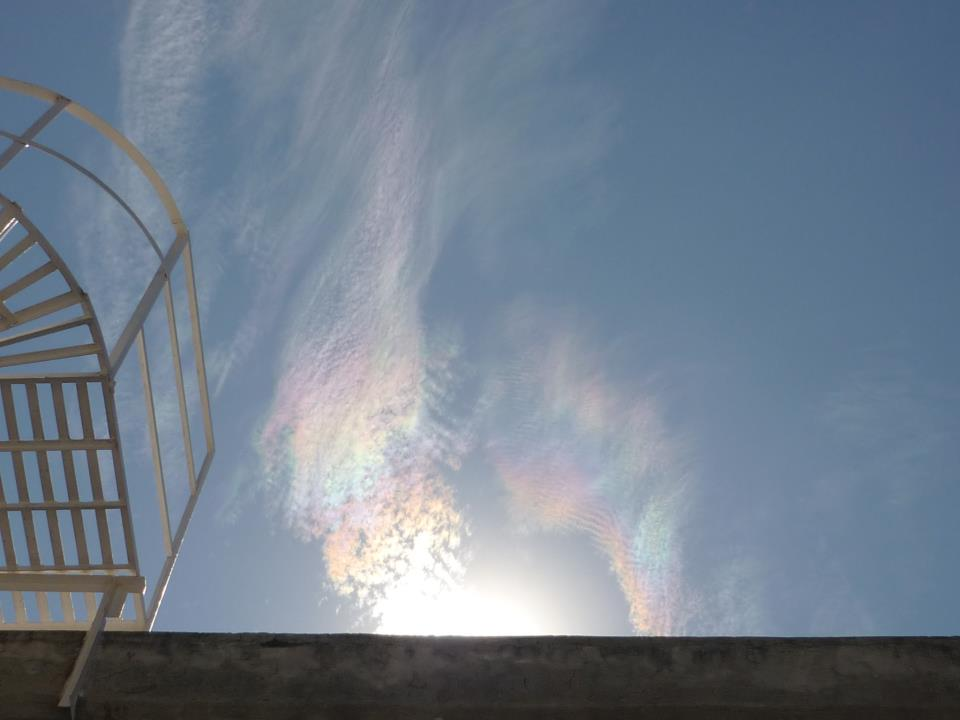
Arco circunhorizontal fotografiado en Xochimilco, Ciudad de México, México. El 19 de febrero de 2012
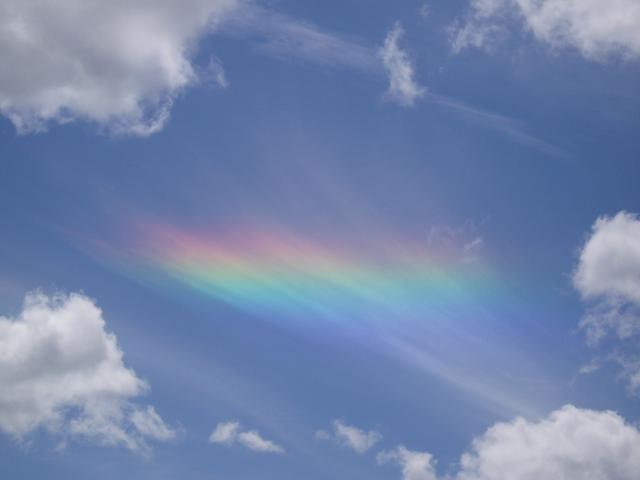
Arco circunhorizontal fotografiado en Coeur d'Alene, Idaho, el 3 de junio de 2006
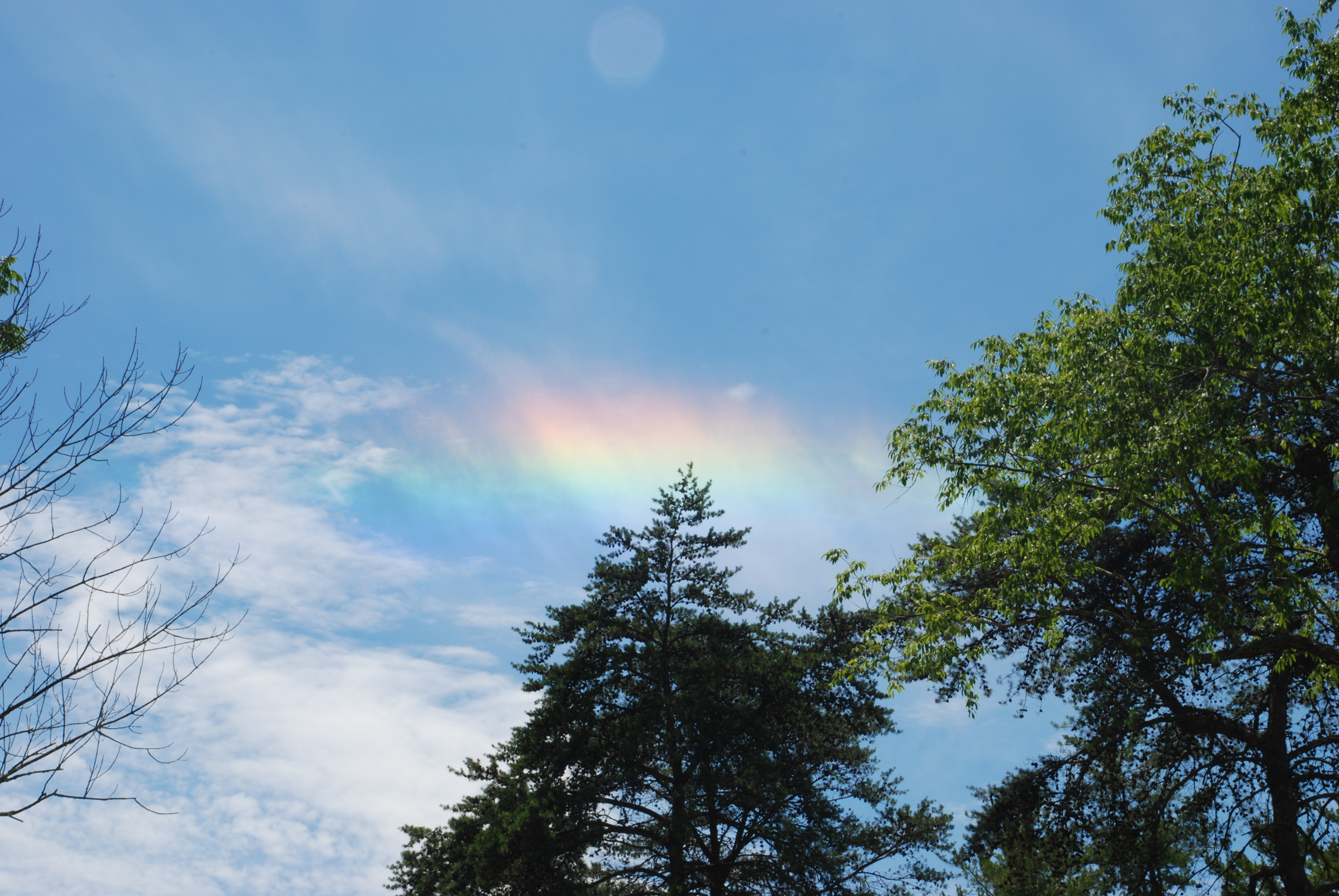
Arco circunhorizontal fotografiado en Hocking Hills, Ohio, el 30 de junio de 2007
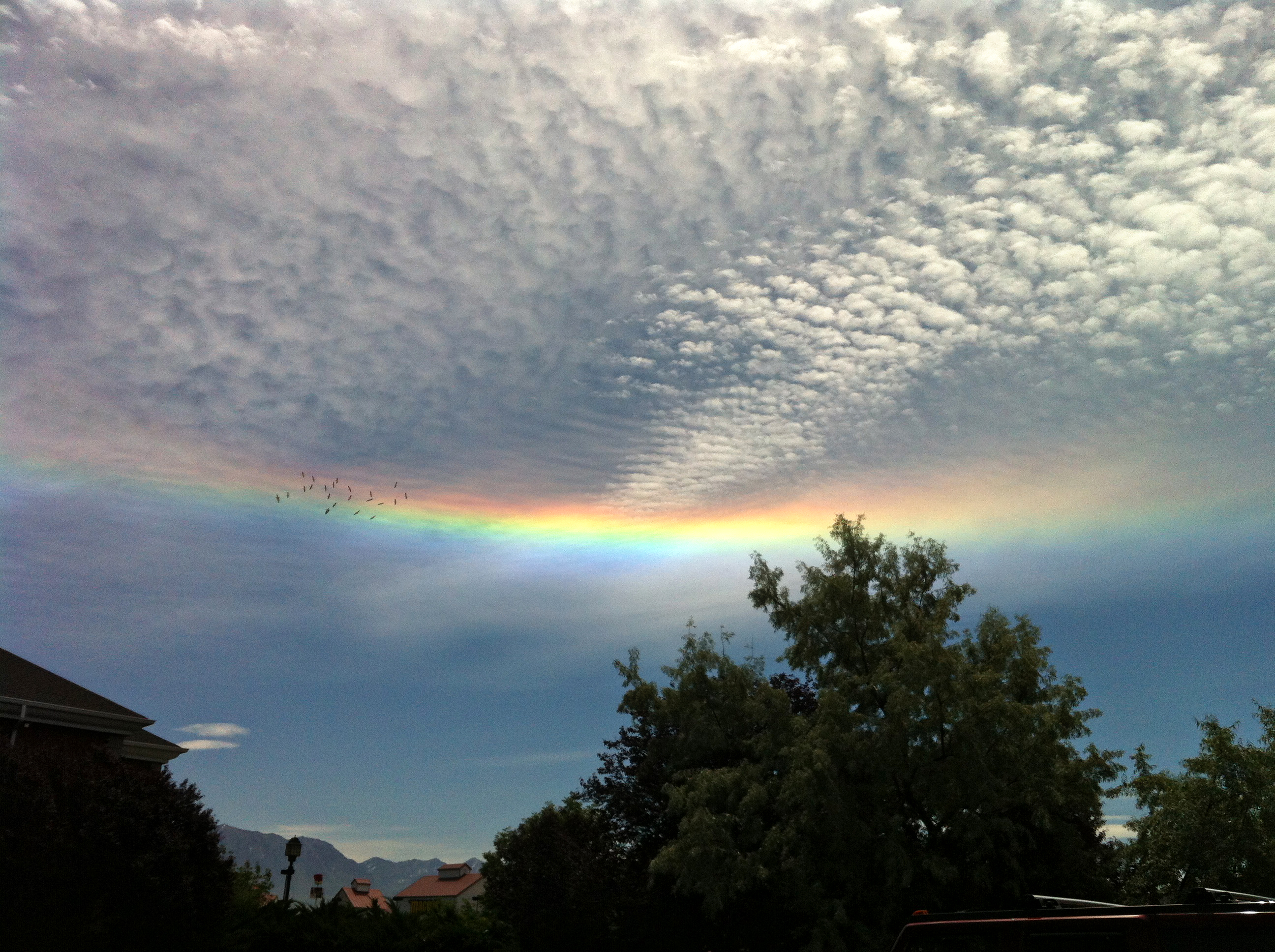
Arco circunhorizontal en Lehi, Utah.
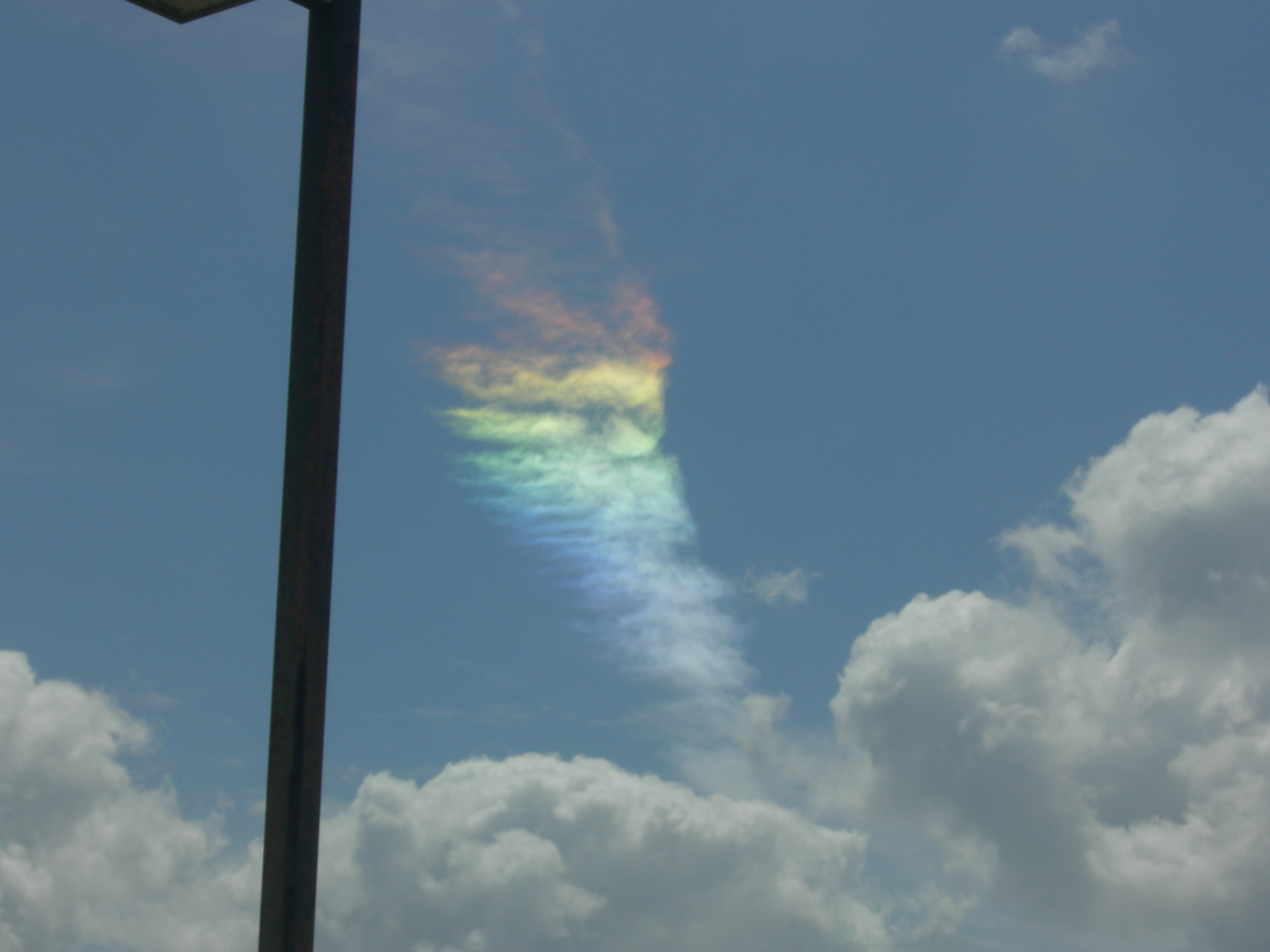
Arco circunhorizontal cerca del Centro espacial John F. Kennedy
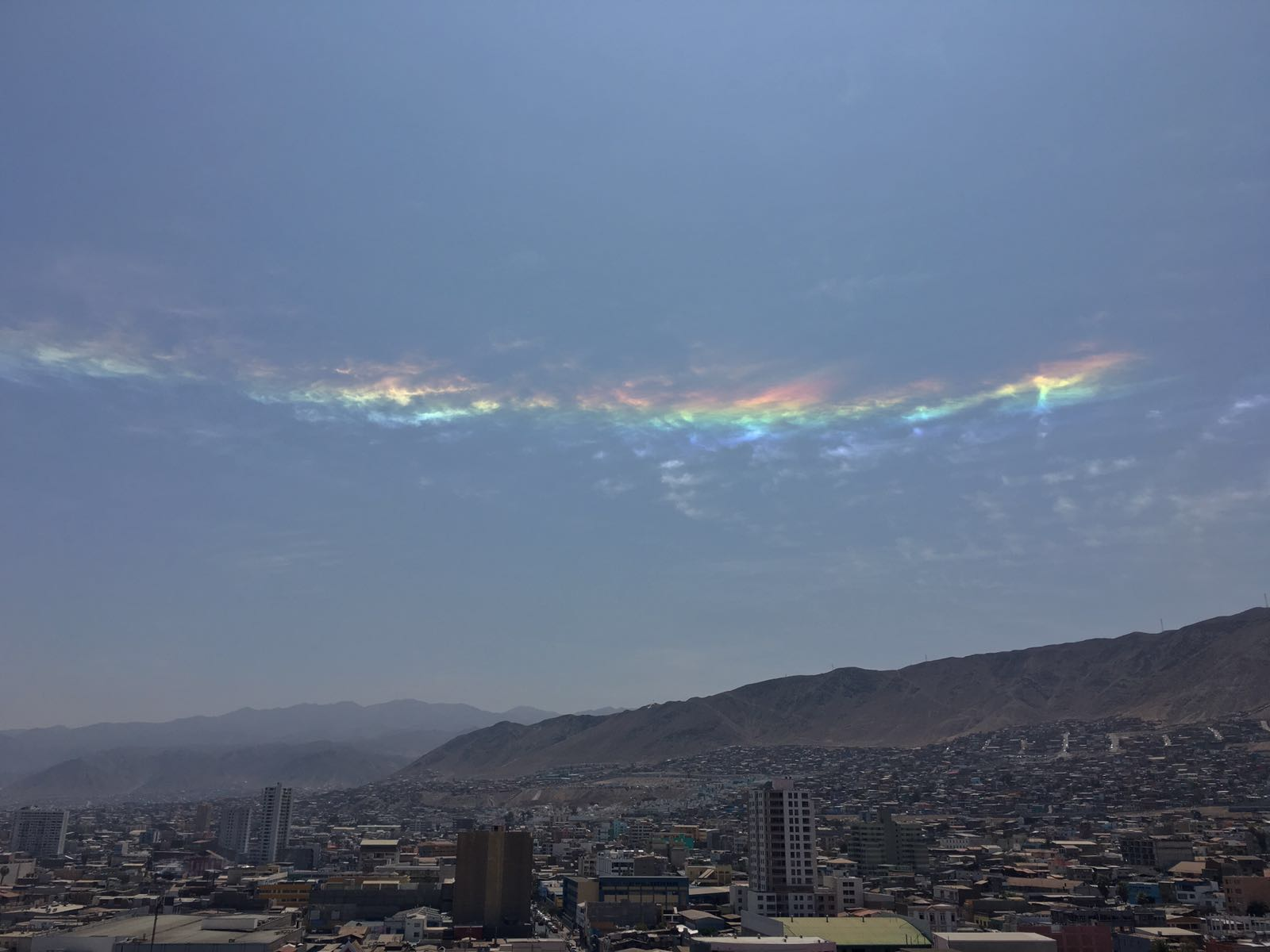
Arco circunhorizontal fotografiado en Antofagasta, Chile, el 17 de febrero de 2016
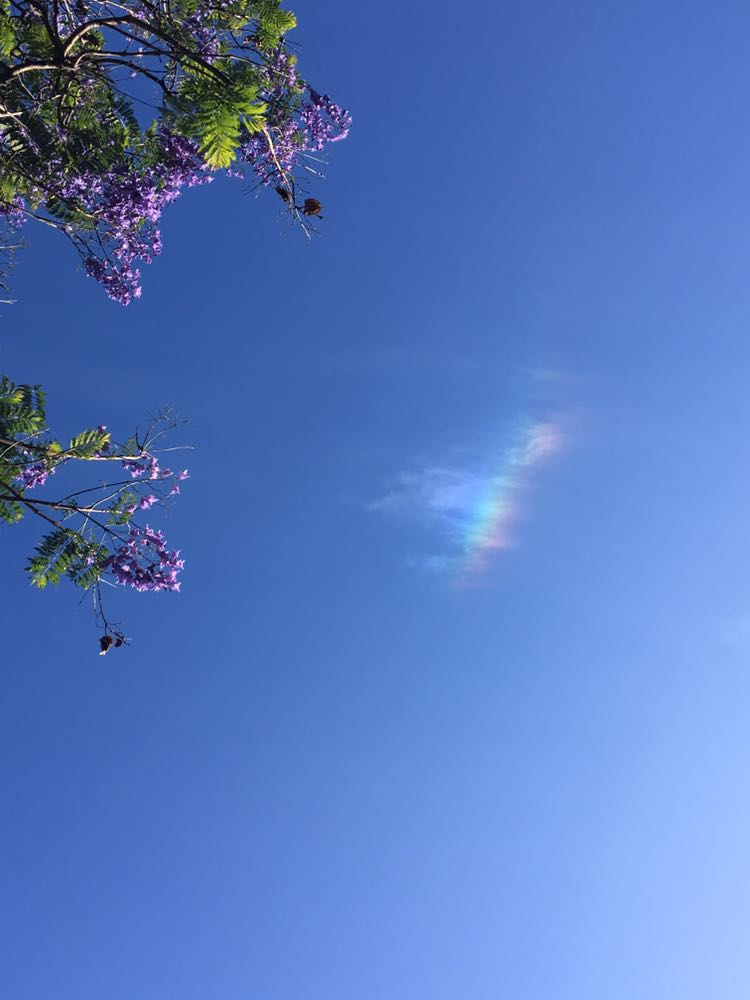
Arco circunhorizontal observado en Parque Las Heras, Buenos Aires, el 5 de diciembre de 2017
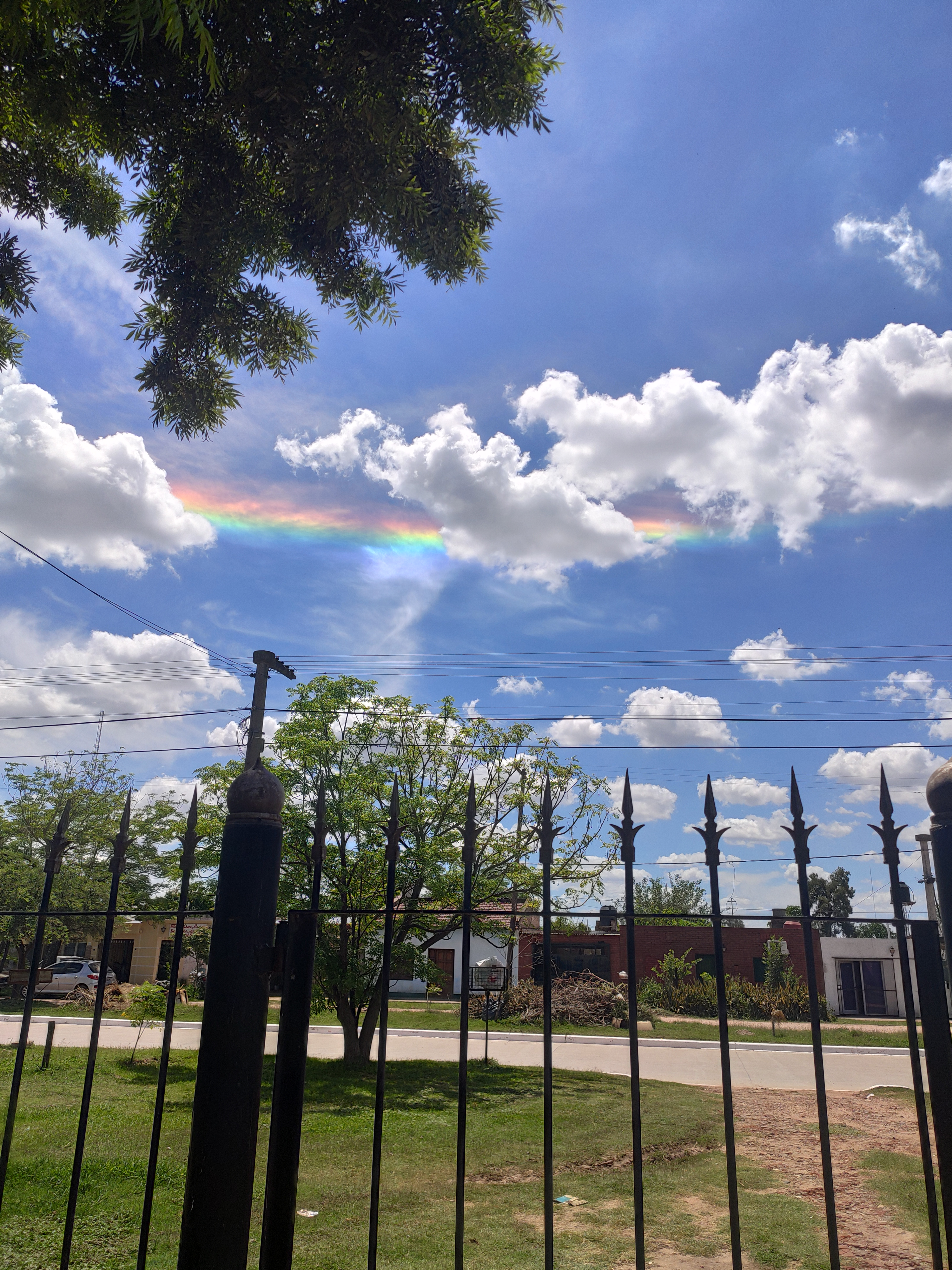
Fotografía tomada en General Pinedo - Chaco a las 14:34 horas del 20 de enero de 2021
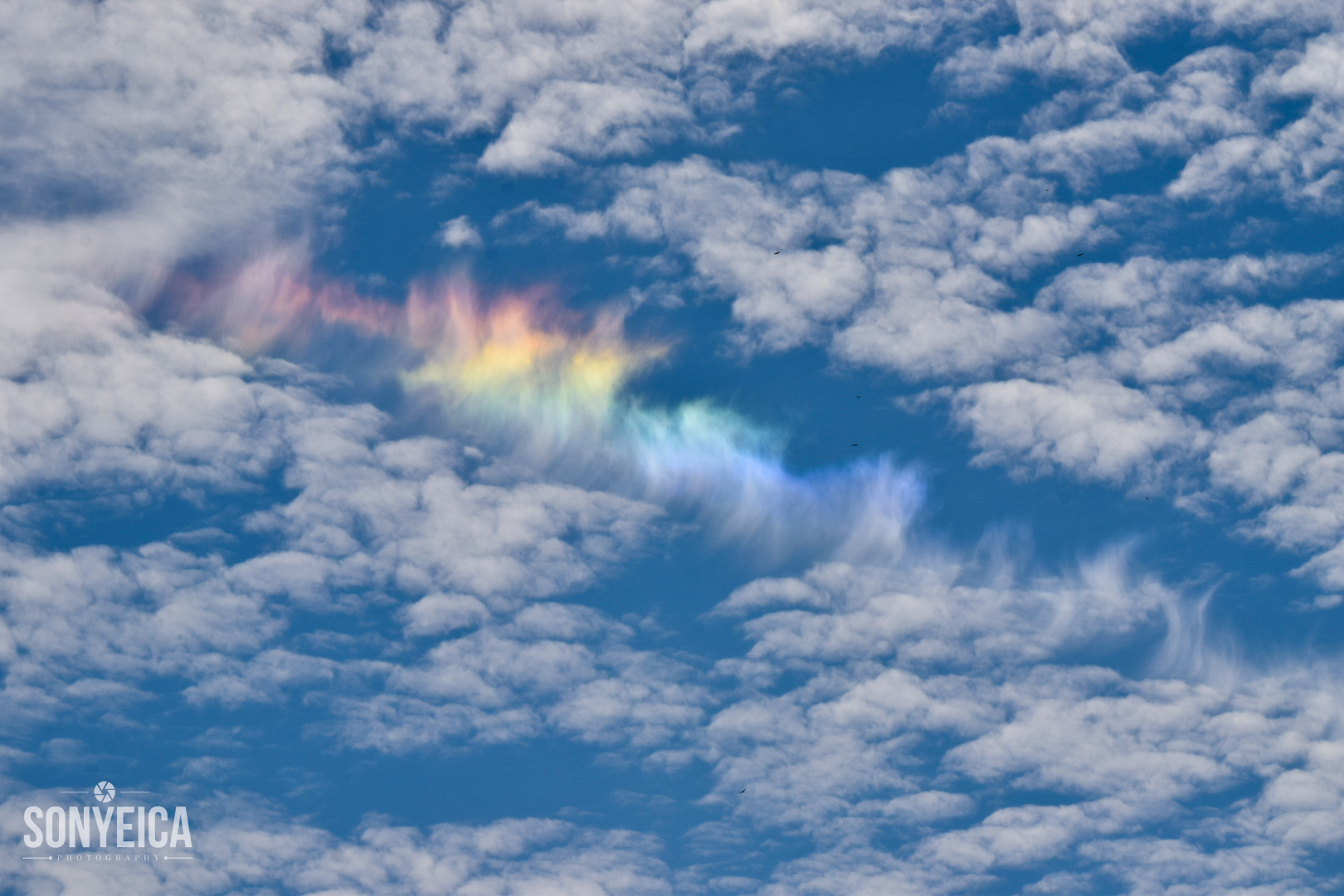
Arco circunhorizontal fotografiado en Neiva (Huila), Colombia 2 Julio 2021